# تلمبه چاه دراز ۱
تلمبه چاه دراز ۱، روستایی از توابع بخش گلستان شهرستان سیرجان در استان کرمان است.

## جمعیت
این روستا در دهستان گلستان قرار دارد و براساس سرشماری مرکز آمار ایران در سال ۱۳۹۵، جمعیت آن ۴۷ نفر (۱۵ خانوار) بوده‌است.